# ديبكلو (سراب)
ديبكلو هي قرية في مقاطعة سراب، إيران. عدد سكان هذه القرية هو 92 في سنة 2006.